# Conflicte de l'est del Congo del 2012
El conflicte de l'est del Congo del 2012 és la continuació dels enfrontaments que han estat succeint a la província del Kivu Nord des del final de la Segona guerra del Congo el 2002. A l'abril del 2012 soldats de l'ètnia tutsi es van amotinar contra el govern de la República Democràtica del Congo. Els amotinats van crear un grup anomenat Moviment 23 de març (M23) format per antics membres de l'organització rebel del Congrés Nacional per la Defensa del Poble (Congrés national pour la défense du peuple, en francès). L'antic comandant del CNDP, Bosco Ntaganda, està acusat de liderar l'amotinament.
El 20 de novembre del 2012, l'M23 va capturar Goma, la capital provincial amb una població d'aproximadament un milió de persones, retirant-se vuit dies després, saquejant la ciutat i refugiant-se a Ruanda.
El 7 de novembre de 2013, després de patir importants derrotes per l'a ofensiva gubernamental recolzada per l'ONU, les tropes del M23 van creuar a Uganda. El 12 de desembre de 2013, Manoah Esipisu, el portaveu del president de Kenia Uhuru Kenyatta, va dir que havia firmat un acord a Nairobi entre el govern de la República Democrática del Congo i el moviment M23.

## Antecedents
El conflicte s'emmarca dins d'un conjunt d'enfrontaments, iniciats a partir del genocidi ruandès del 1994, entre el govern de la República Democràtica del Congo, diferents milícies i grups armats locals i altres estats que presumptament els donen suport com Ruanda i Uganda. Aquests enfrontaments tenen com a objectiu el control de la zona est del Congo, en particular el Kivu Nord, per l'extracció i el tràfic dels seus recursos minerals.
Al març del 2009, les forces rebels del Congrés Nacional per la Defensa del Poble van signar un tractat de pau amb el govern congolès, en el qual van acordar esdevenir un partit polític a canvi d'alliberar els seus membres empresonats. El 4 d'abril del 2012, es va informar que Bosco Ntaganda i tres-cents soldats congolesos van desertar de l'exèrcit i es van enfrontar amb les forces governamentals a la regió de Rutshuru, al nord de Goma. D'acord amb el portaveu de l'M23 Vianney Kazarma, la deserció va ser motivada pel frau del president Joseph Kabila a les eleccions generals del 2011.
Un informe de les Nacions Unides declarava que els rebels estaven rebent suport de Ruanda. Vint-i-cinc membres ruandesos de l'M23 es van rendir a les forces congoleses entre els aproximadament 370 soldats que s'havien rendit fins al juny. Rwanda va negar que estava donant suport als rebels, denunciant que els acusadors volien fer de Rwanda un "cap de turc" per als problemes de la República Democràtica del Congo.

## Inici de les hostilitats
El 6 de juliol del 2012 l'M23 va atacar i capturar la ciutat de Bunagana, a la frontera del Kivu Nord amb Uganda. Els rebels van declarar que cessarien en la seva ofensiva si el govern congolès accedia a mantenir negociacions per la pau amb ells. Aquestes accions van ser condemnades per les Nacions Unides després que un dels cascos blaus morís durant els enfrontaments.
El 8 de juliol les tropes rebels capturaren Rutshuru, a uns 70 quilòmetres al nord de Goma, la capital del Kivu Nord. Cap al dia 10, les tropes ja estaven a uns quaranta quilòmetres de la ciutat, capturant les poblacions amb facilitat segons els testimonis.
El 20 de juliol es van produir enfrontaments entre l'exèrcit i els rebels a les rodalies de Kibumba i Rugari, forçant a milers de persones a desplaçar-se cap a Goma. Es van veure helicòpters militars de les Nacions Unides en direcció a la zona dels combats.

## Represa dels combats

### Avanç dels rebels

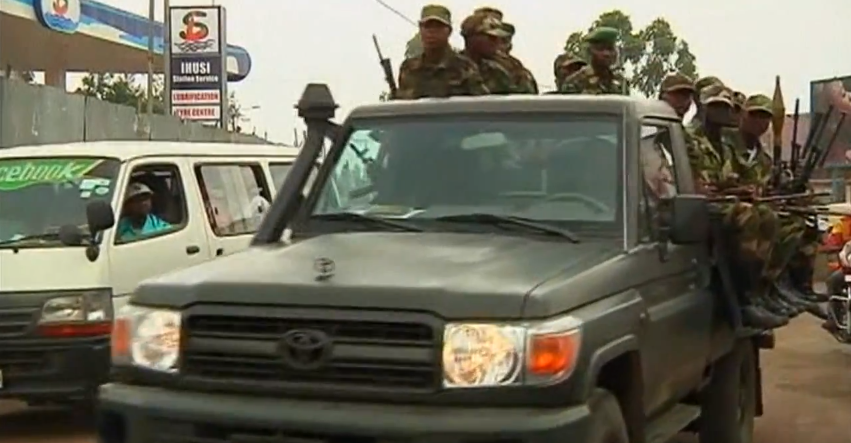
Rebels de l'M23 als carrers de Goma al novembre del 2012.

El 15 de novembre del 2012, es van reprendre els enfrontaments entre l'M23 i l'exèrcit de la República Democràtica del Congo, després d'una treva de tres mesos. Aquesta represa tenia lloc un dia després del tancament del principal pas fronterer amb Uganda, considerat segons el govern congolès la via d'entrada de suport per a les tropes rebels. Aquests enfrontaments van tenir lloc a la rodalia de la població de Kibumba, al Kivu Nord. En un primer moment, l'exèrcit congolès afirmà que havia causat més de cent baixes a les tropes rebels, però aquestes van acabar assolint el control de Kibumba. La població de la zona assegurà que l'M23 havia rebut reforços de l'exèrcit ruandès.
La progressió de les tropes rebels cap a Goma, la capital provincial, va provocar la declaració del Consell de Seguretat de les Nacions Unides el 17 de novembre, condemnant la represa dels combats i demanant el cessament de la violència.
El 18 de novembre les tropes de l'M23 van arribar a les portes de Goma, demanant entaular negociacions directes amb el govern congolès, petició recolzada pel candidat del partit opositor durant les eleccions del 2011.
Davant de la negativa del govern de Joseph Kabila, les tropes van capturar la ciutat el dia 20, davant la passivitat dels Cascos Blaus de les Nacions Unides i la retirada de l'exèrcit congolès a la ciutat de Sake. El govern provincial es traslladà a Beni, ciutat al nord de la regió.
La societat civil de Goma i les autoritats congoleses van alertar de la caiguda de projectils procedents de la veïna Ruanda, causant quatre morts i una vintena de ferits durant el dia 20.
El president Kabila després de mobilitzar la població contra els rebels, es va reunir el dia 21 amb els caps d'estat d'Uganda, Yoweri Museveni i Ruanda, Paul Kagame; fent un comunicat conjunt demanant als rebels que es retiressin de Goma i la fi dels enfrontaments.
Mentrestant les tropes rebels van reclutar soldats de l'exèrcit congolès i de la policia i van avançar per la regió capturant ciutats properes com Sake, on hi hagué enfrontaments contra tropes lleials al règim durant els dies 22 i 23 de novembre.
Les forces de les FARDC, lleials al govern congolès, van reagrupar-se a la ciutat de Minova, al costat de la frontera provincial amb el Kivu Sud, acumulant més de 3.500 soldats, segons declaracions del portaveu de l'exèrcit congolès.

### Retirada de Goma

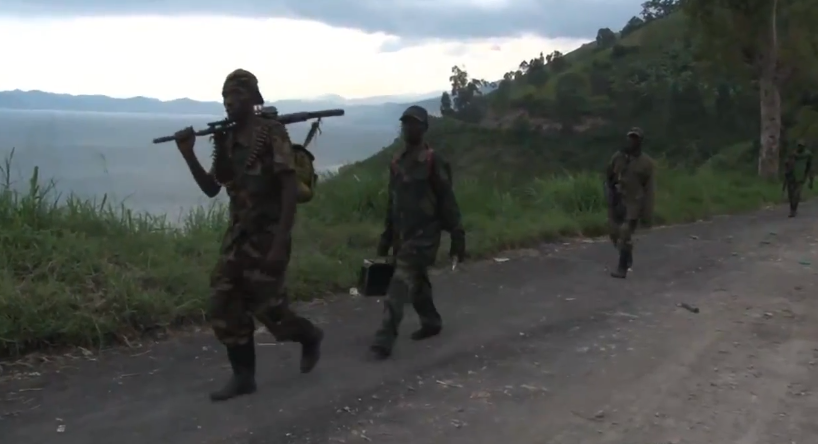
Milicians de l'M23 durant la retirada de Goma.

El 24 de novembre, els caps d'Estat de la regió dels Grans Llacs (Uganda, Ruanda i RD del Congo) van demanar a l'M23 que aturés la seva expansió per la regió i que abandonés la ciutat de Goma i el territori conquerit des d'aleshores en 48 hores.
Després de la mediació d'Uganda, el cap militar de l'M23 Sultani Makenga, va anunciar el dimarts 27 que es retirarien de Goma durant la setmana, començant el dia 28, vuit dies després d'ocupar la ciutat. Les tropes rebels es van retirar, creuant la propera frontera, cap a Ruanda o cap al nord, dins de la província del Kivu Nord. Durant la retirada, van saquejar la capital provincial, emportant-se tota mena de béns públics i privats, particularment vehicles.
Després d'uns dies de calma tensa a la ciutat de Goma, l'exèrcit del govern congolès va tornar a desplegar-se per la capital a partir del dia 3 de desembre. També es va reinstal·lar l'administració provincial del Kivu Nord.
A finals del mes de gener del 2013, l'alcalde de Goma va acusar als rebels de l'M23 de continuar a la rodalia de la ciutat, creant inseguretat a alguns sectors de la perifèria i instal·lant-se a un quilòmetre de la ciutat.

### Diàleg de Kampala
D'acord amb el cap de la defensa d'Uganda, el líder de l'M23 es va reunir amb ell per iniciar les mediacions amb el govern congolès, que van resultar en la retirada dels rebels de Goma i Sake.
Després de la retirada, es van començar a planificar les negociacions entre el govern congolès i els rebels de l'M23, que tindrien lloc a la ciutat ugandesa de Kampala. Aquestes negociacions van iniciar-se el diumenge 9 de desembre, amb la mediació del ministre de defensa d'Uganda, Crispus Kiyong, amb la previsió que podrien allargar-se un parell de setmanes.
A febrer del 2013, les negociacions estaven estancades, donat que els representants del govern no acceptaven les condicions de l'M23. Entre aquestes reivindicacions estaven la reforma del poder judicial, la comissió electoral, la dissolució del senat i les assemblees provincials, així com la dimissió del govern i la creació d'un consell de transició encarregat d'organitzar unes noves eleccions estatals.

### Retirada del M-23 a Uganda i acord de pau
El 7 de novembre de 2013, després de patir importants derrotes per l'ofensiva gubernamental recolzada per l'ONU, les tropes del Moviment 23 de març van creuar a Uganda. El 12 de desembre de 2013, el portavoz del presidente de Kenia Uhuru Kenyatta, Manoah Esipisu, va dir que havia firmat un acord a Nairobi entre el govern de la República Democrática del Congo i el moviment M23.

## Crítiques a les negociacions
Els partits opositors de la República Democràtica del Congo van criticar aquest diàleg, afirmant que "no té cap base legal i és contrari a la constitució". Nogensmenys representants de l'oposició actuaran d'observadors durant aquest.
El 27 de desembre, un dels caps de l'oposició va tornar a criticar les negociacions, qualificant-les de pèrdua de temps i diners.
El 19 de gener, durant una assemblea organitzada per la societat civil congolesa, aquesta va desaprovar les negociacions amb l'M23, considerant que el govern estatal no havia de cedir davant els grups que recorren a la violència.
L'ONG britànica Human Rights Watch, va condemnar la lentitud del diàleg de Kampala en una carta dirigida a finals de gener al president de la Comissió de la Unió Africana.

## Reacció de la comunitat internacional

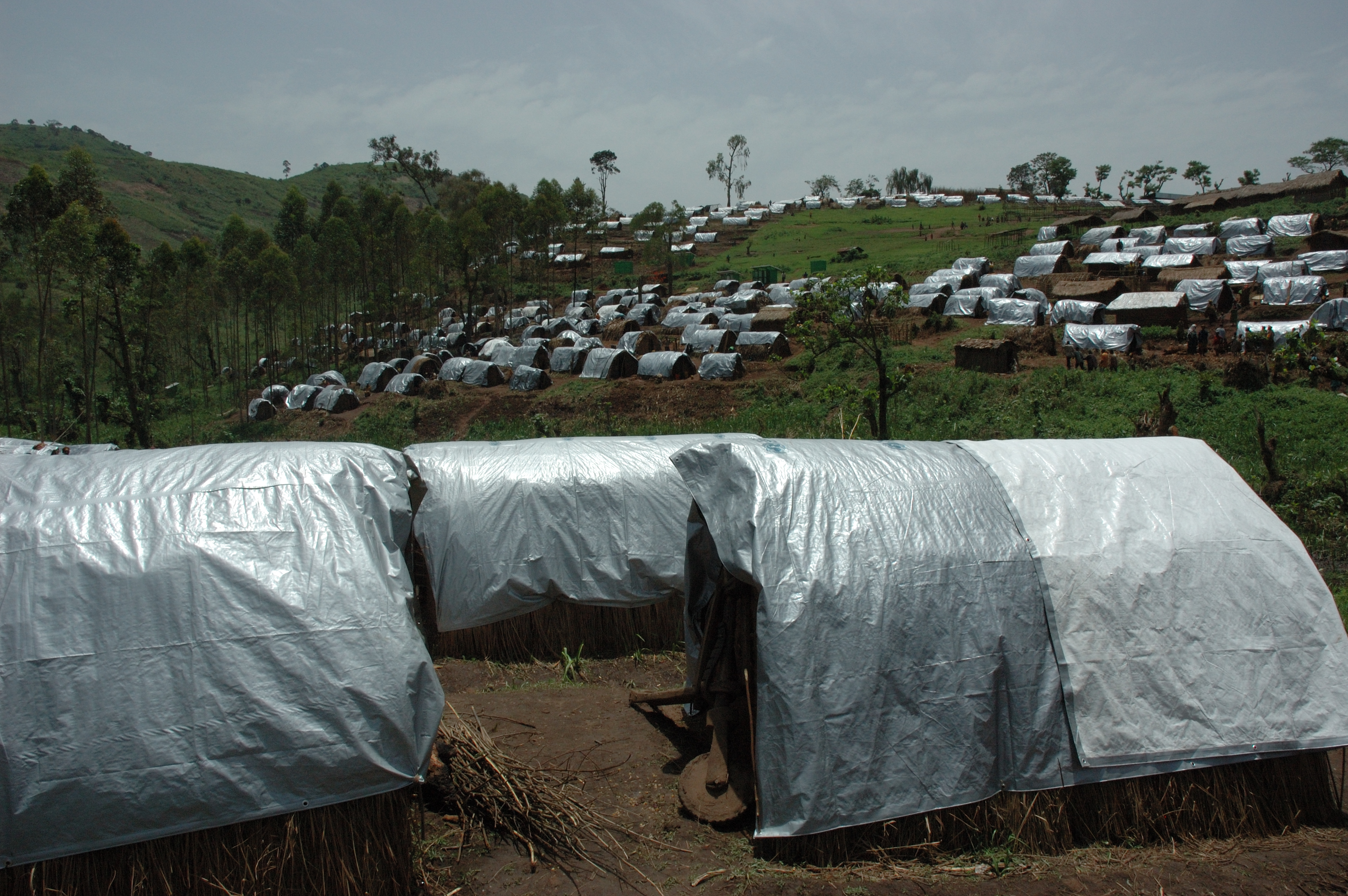
Camp de refugiats de Nyanzale, a un 150 km al nord de Goma.

El 13 de novembre, les Nacions Unides i els Estats Units van anunciar sancions contra Sultani Makenga, el líder dels rebels del moviment M23, acusant-lo de violacions dels drets humans i de saltar-se l'embargament d'armes a la República Democràtica del Congo.
El 17 de novembre, el Consell de Seguretat de les Nacions Unides va demanar als rebels que cessessin en el seu avançament cap a Goma, exigint també que no es donés suport a aquesta rebel·lió.
Dos dies després, França va presentar una resolució al Consell de Seguretat, demanant un reforçament de les sancions als rebels, mentre que la Unió Africana condemnava l'ofensiva iniciada pels rebels cap a la capital provincial del Kivu Nord.
La Unió Europea, per mitjà dels seus ministres d'afers exteriors, també va condemnar la represa dels combats, demanant el cessament de la violència i alertant de la greu situació humanitària a la zona i de l'increment de la inestabilitat a la regió dels Grands Llacs.
L'Alt Comissionat de les Nacions Unides per als Refugiats va comunicar el dia 23 de novembre que havien perdut la comunicació amb 30 dels 31 camps de refugiats de la regió del Kivu Nord, alertant de la situació de dotzenes de milers de persones desplaçades a la zona. També va denunciar les amenaces de mort enviades a defensors dels drets humans, periodistes i autoritats, així com la violència contra els civils, especialment els infants.
Després de la retirada dels rebels de la ciutat de Goma i Sake, els caps d'Estat i Govern
dels països que formen la Comunitat per al Desenvolupament de l'Àfrica Austral (SADC) van reunir-se a Tanzània on van acordar l'enviament d'un contingent militar a l'est del Congo per garantir l'estabilitat a la zona.
Al febrer del 2013 l'ONG britànica Human Rights Watch va denunciar crims de guerra tant per part dels grups rebels com per part de l'exèrcit governamental, com la violació de desenes de dones, durant l'ocupació de la ciutat de Goma.
El 24 de febrer es va signar a Addis Abeba un acord de pau entre els deu països veïns de la República Democràtica del Congo i Sud-àfrica en el qual es comprometen a no intervindre en els conflictes interiors dels estats de la zona i a no recolzar de cap manera les organitzacions rebels.

## Represa de les hostilitats en 2022
A finals de març de 2022, el Moviment 23 de març (M23), recolzat per Ruanda, va llançar una nova ofensiva a Kivu Nord contra les Forces Armades de la República Democràtica del Congo (FARDC) i la MONUSCO. Els combats van desplaçar centenars de milers de civils i van provocar noves tensions entre la República Democràtica del Congo i Rwanda. A finals de gener de 2025, l'M23 va avançar cap a la ciutat de Goma amb el suposat suport de Rwanda, fet que va provocar que la RD Congo trenqués les relacions diplomàtiques amb Ruanda. El 27 de gener, M23 va afirmar haver capturat Goma.